# Kavilló
Kavilló (más néven Rákóczifalu vagy Rákóczitelep, szerbül Кавило / Kavilo) település Szerbiában, a Vajdaságban, az Észak-bácskai körzetben, Topolya községben. Közigazgatásilag nem önálló település, hanem a Pobedabirtoki Helyi Közösséghez tartozik.

## Fekvése
Topolya község legkeletibb települése, Nagyvölgy és Törökfalu közt helyezkedik el.

## Története
Kavilló első írásos említése minden bizonnyal az 1462-es évre tehető, amikor Mátyás király Kétvilla pusztát édesanyjának adományozta. A következő század végén, 1590-ben a török defterek 30 adózó házat tartanak nyilván említik Kétvillán.
A Kavilló településnév is ebből az időből eredhet, ugyanis a törökök képtelenek voltak helyesen kimondani az eredeti Kétfülű nevet, amely „kétfila”, illetve "kétvilla" hangzásra módosult és végül ebből alakulhatott ki a mai Kavilló településnév.

## Kultúra
Ebben a faluban született meg a vajdasági Tanyaszínház. 1978-tól kezdődően minden évben fiatal színészek, rendezők és színinövendékek által alkotott közösség készíti elő színvonalas előadását, melyet nyaranta a vajdasági falvak lakóihoz juttat el.
Lajkó Félix El Cavillo című darabját Kavilló ihlette.

## Híres emberek
- Itt született Soltis Lajos színész, rendező, író.

## Demográfiai változások
| 1948 | 1953 | 1961 | 1971 | 1981 | 1991 | 2002 |
| ---- | ---- | ---- | ---- | ---- | ---- | ---- |
| 97   | 229  | 223  | 209  | 276  | 259  | 233  |